# Дом купца Янгуразова
Дом купца Янгуразова — двухэтажное деревянное, оштукатуренное с известковой побелкой здание постройки конца XIX века в Петропавловске, памятник истории и культуры республиканского значения.
Главный фасад здания симметричен, богато оформлен лепниной растительного мотива, имеет большие округлые окна.

## История
В первые годы советской власти усадьба Янгуразовых была передана под административное здание Петропавловского Совдепа. В 1920-е годы здесь располагался штаб частей особого назначения (ЧОН), в составе которого работал Сабит Муканов. С 1960-х годов в здании располагался облфинотдел, затем Госстрах, а с 1998 года здание передано под медресе Северо-Казахстанскому областному филиалу организации «Духовное объединение мусульман Казахстана».
В 1982 году здание было включено в список памятников истории и культуры Казахской ССР республиканского значения и взято под охрану государства.